# Bad Gastein

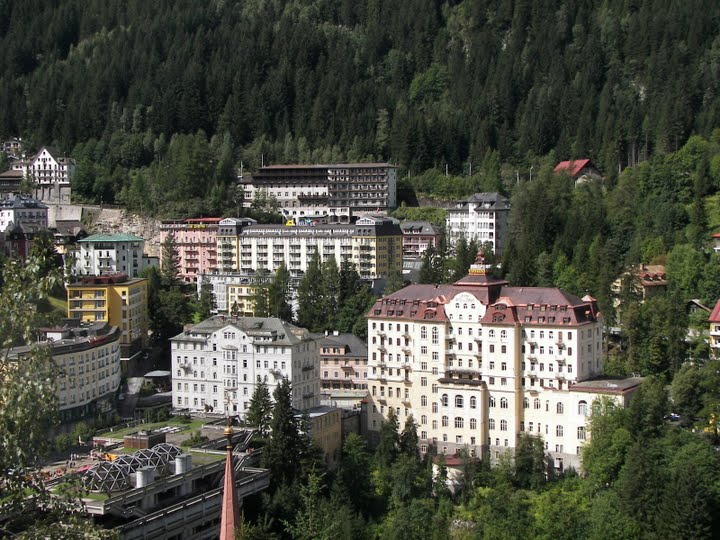
Bad Gastein.

Bad Gastein es un municipio balneario de Austria situado en el estado de Salzburgo. Tiene 5.838 habitantes.[cita requerida]

## Enlaces
- Retratos Bad Gastein

- Datos: Q254835
- Multimedia: Bad Gastein / Q254835